# Fornix Calpurnius
Il Fornix Calpurnius (noto in letteratura anche come Fornix Calpurnianus) era un arco di Roma antica, che sorgeva a cavallo del Clivus Capitolinus, tra il Foro Romano e il tempio di Giove Capitolino.
Aveva scopo decorativo ed è citato solamente una volta da Paolo Orosio a proposito della morte di Tiberio Gracco.
Si ignora chi fosse il Calpurnio che eresse l'arco.